# Сражение при Агорелице
Сражение при Агорелице (греч.  Μάχη Αγορέλιτσας) или Сражение при Хо́ра - Агорелице (греч.  Μάχη Χώρας - Αγορέλιτσας) – сражение состоявшееся 19 июля 1944 года во время Второй мировой войны между 1м батальоном IX полка греческой партизанской армии ЭЛАС и соединением Вермахта. 
Отмечается в ряду значительных успехов ЭЛАС в Месинии в последний год оккупации Греции странами Оси.

## Предыстория
В период Второй мировой войны Греция была одной из стран Европы, где партизанское движение получило наибольший размах. 
Греческое Сопротивление было представлено главным образом широким гражданским Освободительным Фронтом (ЭАМ) и созданной им Народно-освободительной армией (ЭЛАС)
На всём протяжении войны греческое движение сопротивления сковывало кроме 250 тыс. итальянских военных (11-я армия (Италия)) и болгарских частей в оккупированном Болгарией греческом регионе Восточная Македония и Фракия, до 10 немецких дивизий в континентальной Греции (140 тыс. человек), плюс немецкие силы на Крите и других островах.
При этом германское командование было вынуждено перебрасывать в Грецию силы из других оккупированных стран Европы и оккупированной территории СССР.
Переброшенная из Югославии в мае 1943 года 117-я егерская дивизия Вермахта, состоящая в основном из австрийцев и немцев Эльзаса, Румынии и Судет, сразу по прибытии в Грецию была отмечена рядом военных преступлений, в числе которых самую большую известность получила Резня в Калаврите на севере полуострова Пелопоннес в ноябре 1943 года, в ходе которой были убиты более 1500 жителей, а сам город Калаврита подвергся значительным разрушениям. 
Однако репрессии не подавили партизанское движение. Напротив, после прибытия на полуостров Пелопоннес первого командующего ЭЛАС Ариса Велухио́тиса партизанское движение получило здесь ещё больший размах. В мае 1944 года командование Вермахта объявило весь Пелопоннес зоной боевых действий. 
Части Вермахта не ограничивались гарнизонной и охранной службой и были вынуждены постоянно перемещаться в ходе всевозможных операций против партизан ЭЛАС.

## Место сражения
Сражение состоялось у реки Селас, между сёлами Ампело́фито (Агорелица) и Хо́ра. 
Как и везде в Греции, место сражения также определяется его историко-географическими координатами: в нескольких км к северо-востоку от древнего дворца Нестора (точнее его археологической площадки) и к юго-западу от поля боя и памятника “Леонидового сражения” при Маньяки 1825 года.

## Перед сражением

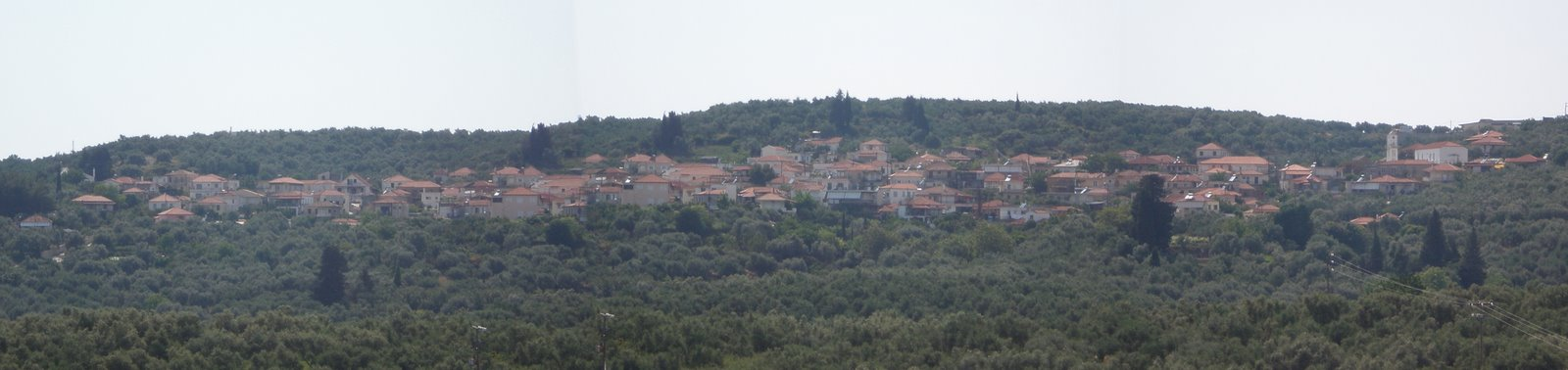
Село Ампелофито (Агорелица) возле которого произошло сражение

От подпольных организаций ЭАМ в регионе, штаб IX полка ЭЛАС получил информацию, что механизированная колонна 117-й егерской дивизии Вермахта в ближайшие дни выйдет из города Пилос, в направлении городов Гаргалиани – Кипариссиа. 
Христос Антонакакис в своей книге пишет что речь шла не о конкретной колонне и не о конкретной дате Согласно информации подполья и наблюдениям самого батальона, примерно каждые 8 дней по этому маршруту шла автоколонна в 8-15 грузовиков со снабжением для гарнизонов. Колонны сопровождались 120-150 солдатами, грузовики соблюдали дистанцию 50-100 метров один от другого:202:203
План операции был подготовлен командованием 1го батальона IX полка ЭЛАС и одобрен штабом полка. 
1м батальоном командовал кадровый офицер греческой армии, майор Илиас Сфакианакис (Ηλίας Σφακιανάκης партизанский псевдоним Барбальас – “Дядька Илиас”).
1й батальон IX полка ЭЛАС подготовил засаду на позиции “Ленты” («Κορδέλες») у реки Селас, между селом Ампело́фито (Агорелица) и Хо́ра. 
Майору Сфакианакису позиция была знакома с начального периода Сопротивления, когда небольшая группа партизан вооружёная охотничьми ружьями и следуя установке ЭАМ отдавать “предпочтение более слабому противнику” (итальянцам) с целью получения трофейного оружия, устроила им здесь засаду:202
По партизанским меркам батальон считался полностью укомплектованным, располагал 4 тяжёлыми пулемётами, несколькими ручными пулемётами и винтовками всевозможного происхождения и состояния. 
Батальон направил к месту засады только две роты: 2ю, примерно в 150 бойцов (командиры кадровый капитан кавалерии Никос Мелиос и Георгиос Ангелопулос) и примерно такой же численности 1ю роту (командир недоучившийся курсант Георгиос Панагакис), а также взвод (4) пулемётов (командир лейтенант запаса Сократис Ставро́пулос). 
3я рота была оставлена в регионе Ликодимос – Зарнаура контролировать дорогу Пилос – Каламата. 
17 июля подполье информировало что колонна готова к выходу и батальон (1я и 2я роты)выступил и занял позиции.
Прикрытие в направлении Кипарисии взял на себя взвод 2й роты, а в направлении Пилоса группа из 1й роты:202.
Командир батальона определил также позиции нескольких десятков местных резервистов, готовых принять участие в сражении. 
Засада была устроена 17 июля, но целых два дня не наблюдалось никакого движения, что поставило под сомнение достоверность полученной информации. 
Однако батальон оставался на позиции (т.е. неоднократно занимая-оставляя и снова занимая позиции), подвергая себя потенциальной опасности. 
Роты располагались с двух сторон дороги, подкова засады была длиной в 1,5 км. Командный пункт и пулемётный взвод (на случай отхода) находились несколько выше расположения рот. 
Резервисты задерживали гражданское население в случае входа в зону будущего сражения. 
Утром 19 июля поступила информация о выходе колонны из Пилоса. Информация была подтверждена разведчиками батальона, которые через наживку на телефонные линии и с помощью немецкого (австрийского) дезертира прослушивали телефонные разговоры и подтвердили что колонна находится в движении:204
Историки отмечают что местные жители знали о засаде, однако ни один из них не информировал оккупационные власти, хотя в случае боя их сёла могли подвергнуться ответными карательными мерами.
Историки считают это подтверждением авторитета ЭАМ в регионе и вовлечёность жителей в действиях Сопротивления. 
При этом характерной деталью этого сражения стал тот факт, что с началом сражения местное население собралось на окружающих холмах и наблюдало за боем “как в древнем греческом театре” под открытым небом:204

## Сражение
Немецкая колонна выступила из Пилоса только в полдень 19 июля. Колонну непосредственно возглавлял лейтенант Гузо.
Сражение началось как только все 13 грузовиков оказались в кольце засады.
Подполковник Сфакианакис дал сигнал начала сражения ракетницей с командного пункта 1-й роты, в момент когда первый грузовик колонны подошёл к выходу из засады на расстоянии нескольких метров.
Военный священник евангелист Joachim Lange, после войны писал что «мы подверглись шквальному огню со всех сторон, не имея возможности разглядеть противника». 
Очередями ручных пулемётов были выведены из строя первый и последний из грузовиков, что означало что вся колонна была блокирована. Первыми были нейтрализованы фланги колонны. 
Однако в центре колонны солдаты Вермахта оказывали упорное сопротивление, которое не было полностью сломлено и после 45-минутного обстрела. Но партизаны не продолжили обстрел и предприняли атаку, поскольку опасались ожидаемого подхода немецких подкреплений.
Подполковник Сфакианакис, осознавая эту угрозу, пытался ускорить события, не ограничил себя командованием батальона и возглавил атаку с револьвером в руке. Здесь, в ходе ближнего боя и рукопашной он был тяжело ранен, выведен с поля боя, был осчастливлен вестью о победном исходе сражения, но к вечеру умер от полученных ран. 
Немедленно после ранения командира, командование батальоном принял командир 2й роты, капитан Никос Мелиос:147
Партизаны потеряли в бою убитыми 18 и раненными 8 бойцов.
Антонакакис отмечает что кроме участия в бою резервистов, часть местных жителей не ограничилась наблюдением, но оказывала помощь раненным, перевязывала их а также оказывала помощь в сборе трофеев.
Результатом обстрела и атаки было полное уничтожение колонны. Были уничтожены 13 грузовиков перевозивших солдат. Были убиты 180 солдат Вермахта и 14 итальянцев (из числа тех что продолжали войну под немецким командованием) а также 10 коллаборационистов из Батальоны безопасности.
Немецкий историк Герман Майер,”приземляет” цифры немецких потерь к 78 убитых (плюс 10 убитых коллаборационистов) и 30 пленных
23 (по данным партизан) солдат Вермахта были взяты в плен, но позже большинство из них были расстреляны, что продолжает цепочку кровавой практики в отношении солдат 117-й егерской дивизии, берущей своё начало с лета 1943 года. Даже учитывая тот факт что партизаны IX полка не располагали лагерем для военнопленных и просто не имели возможности уводить с собой пленных с поля боя, ныне сегодняшние историки квалифицируют событие как нарушение этики войны и международных конвенций. 
Однако те же самые партизаны даровали жизнь четырём из пленных солдат (нет объяснений почему они были исключены из расстрела) и военному священнику евангелисту Joachim Lange, который после освобождения был послан в Германию.
П. Папандреу, из группы диверсантов заложивших на дороге мины, свидетельствует что священник пытался говорить с партизанами на древнем греческом, но в эразмийском произношении:207
Кроме коллаборационистов, на одном из грузовиков находился чиновник правительства коллаборационистов, который вёз деньги в столицу. Он был взят в плен, но дальнейшая его судьба неизвестна.
Упоминается также греческий грузовик, который был остановлен немцами на дороге и включён (для страховки) немцами в их колонну.  
Участники сражения свидетельствуют чтобы были предприняты усилия для спасения пассажиров этого грузовика, но они были безуспешными — все пассажиры погибли от перекрёстного огня.
Захваченные трофеи были существенными не только для батальона, но и для IX полка в целом – 2 тяжёлых пулемёта, 14 ручных пулемётов, более 150 автоматов и винтовок, боеприпасы, одежда и (главное) обувь, три транспортных грузовика с сахаром, с мукой, с разнообразным продовольствием, которое было роздано жителям.

## Похороны командира
Подполковник Сфакианакис скончался вечером того же дня. 
Он был похоронен в основании памятника священнику, революционеру и военачальнику Папафлессасу павшего здесь, на поле “Ленидового сражения” при Маньяки в 1825 году
В последний путь его сопроводили тысячи жителей окружающих сёл. Антонакакис пишет что они осознавали связь между Освободительной войной (1821-1829) и Национальным Сопротивлением периода Второй мировой войны:205

## После сражения
В рапортах Верховного командования Группы армий Ε от 19 и 21 июля 1944 года упоминается «неожиданная атака партизан против сильного подразделения сопровождения из  699й Группы снабжения, которое и было уничтожено севернее Пилоса». 
Контратака частей 1008го пехотного батальона гарнизонов, последовавшено после  уничтожения колонны, не сумела обеспечить контакт с партизанами, которые отошли в соседние горные регионы. 
Сбор трупов солдат Вермахта был произведен немцами и коллаборационистами на следующий день. В тот же день были сожжены несколько домов в Хо́ра и убиты 15 молодых жителей работавших на окрестных полях. 
Однако массовые карательные меры против жителей за соучастие и просто как возмездие не последовали. 
Согласно одному из альтернативных объяснений, это было результатом вмешательства коллаборационистов из батальонов безопасности поскольку массовые карательные меры могли затронуть жителей всех политических ориентаций, включая и их родственников. 
Коллаборационисты обязались создать ещё один батальон безопасности в городке Гаргалиани и зачистить регион Пилос - Кипариссия от партизан. Это решение предопределило последующие фатальные события второй половины 1944 года.
Согласно некоторым исследователям последствием сражения и вмешательства коллаборационистов действительно стал приток в ряды батальонов безопасности в регионе, ставший своего рода индульгенцией и действительно предотвративший массовые карательные меры оккупационных властей.

## Память
Ежегодно союзы ветеранов (а ныне их потомков) Сопротивления отмечают память погибших на месте сражения.